# IC 897
IC 897 ist eine Spiralgalaxie vom Hubble-Typ S im Sternbild Coma Berenices am Nordsternhimmel. Sie ist schätzungsweise 373 Millionen Lichtjahre von der Milchstraße entfernt und hat einen Durchmesser von etwa 65.000 Lichtjahren.

Im selben Himmelsareal befinden sich u. a. die Galaxien NGC 5217, NGC 5190, IC 894.
Das Objekt wurde am 20. Mai 1890 vom französischen Astronomen Guillaume Bigourdan entdeckt.